# Napoletanagas
La Compagnia Napolitana di Illuminazione e Scaldamento col Gas S.p.A., abbreviata Napoletanagas S.p.A., è stata un'impresa italiana che ha gestito la produzione e distribuzione del gas illuminante e metano nelle province di Napoli, Caserta e Benevento.

## Storia[1][2]

### LaCompagnia per la Illuminazione
Ferdinando II di Borbone era molto favorevole all'illuminazione a gas, tanto da averla apprezzata in un soggiorno a Parigi.
Quando nel 1837, il Cavalier De Frigiére chiese quindi la concessione per l'illuminazione di Napoli mediante il gas, il Re la concesse entusiasta, a patto di aver dimostrazione in città di questa tecnologia.
Il 10 Settembre 1837, grazie a 29 lampioni a gas e un opificio apposito costruito davanti il Palazzo Reale (usato fino al 1840), fu illuminato il portico della Basilica Reale di San Francesco di Paola, in una dimostrazione popolare dinanzi al Re. Ferdinando II rimase così compiaciuto da richiedere di illuminare allo stesso modo anche Palazzo Reale.
Il 13 Dicembre 1838 il Sindaco di Napoli, Don Giuseppe Caracciolo Marchese di Sant'Agapito, stipulò un contratto tra il Comune e il Cavaliere De Frigiére, con la sua Compagnia per la Illuminazione S.p.A..
Vennero illuminate 34 località della città, usando 408 lampioni e costruendo un secondo opificio di produzione gas in Via Cupa a Chiaia. Il Gasometro fu inaugurato nel 1840.
Per diverso tempo la società usò scisto bituminoso e noccioli d'oliva per la produzione di gas; ma data la penuria di questi materiali e per le condizioni economiche in perdita, la società chiese al Comune di poter utilizzare il carbone.
Il 6 Aprile 1841, il consiglio degli azionisti affidò l'amministrazione della società ad Alfonso Pouchain, che fece denominare la società "Compagnia Pouchain".

### LaCompagnia Napolitana di Illuminazione e Scaldamento col Gas
Con l'Unità d'Italia, la nuova amministrazione centrale interruppe la convenzione con la Compagnia Pouchain, ed il 12 maggio 1862 fu stipulata una nuova convenzione sessantennale per l'illuminazione a gas della città con Basilio Parent, di Lione. La sua società prenderà così il nome di Compagnia napolitana di illuminazione e scaldamento col gas, società anonima e poi, con la riforma del diritto commerciale, società per azioni.
Dato il crescente utilizzo di gas, ed essendo l'opificio di Chiaia insufficiente, venne costruito un altro opificio in via Arenaccia, nei pressi delle sponde del Sebeto. Contestualmente, quello di Chiaia fu abbandonato.
Nel 1915, a causa del passaggio della definizione del gas non più per l'illuminazione ma per il calore, la società passò a produrre gas attraverso coke e lignite.
Nel corso del Novecento, la società estende le sue attività oltre i confini cittadini, stipulando contratti con vari comuni della provincia di Napoli per l'illuminazione. Nel 1935, viene stipulato un nuovo contratto col Comune di Napoli, a scadenza 1º giugno 1967.
Durante la Seconda Guerra Mondiale, nonostante i danni a tubature e impianti causati dai bombardamenti, continuerà l'attività d'illuminazione.

### Dal Dopoguerra alla chiusura
Nel 1982, la società entra a far parte del gruppo Italgas. La società rimane attiva, e nome e logo continuano ad essere utilizzati.
Napoletanagas diventa soggetto attuatore in Campania del piano di Metanizzazione del Mezzogiorno, installando impianti e tubature nei paesi convenzionati, e arrivando a raggiungere oltre Napoli anche Benevento, Caserta e altri 125 comuni della Campania.
Negli anni 80', inizia a diversificare le attività, aggiungendo alla distribuzione del gas anche le convenzioni per la gestione del ciclo delle acque e delle fognature in diversi comuni, tra cui Caserta.
Il 1º Gennaio 2002, l'azienda separa le attività tecniche da quelle di vendita fondando una società apposita per queste ultime, la Napoletanagas Clienti S.p.A.
Nel 2016 l'Italgas, controllata da Snam, si separa da quest'ultima, creando la Italgas Reti S.p.A. di cui diventa parte anche Napoletanagas. Il 1º Ottobre 2017, la società viene completamente inglobata in Italgas, cessando l'uso di logo e nome e le sue attività.

## Loghi

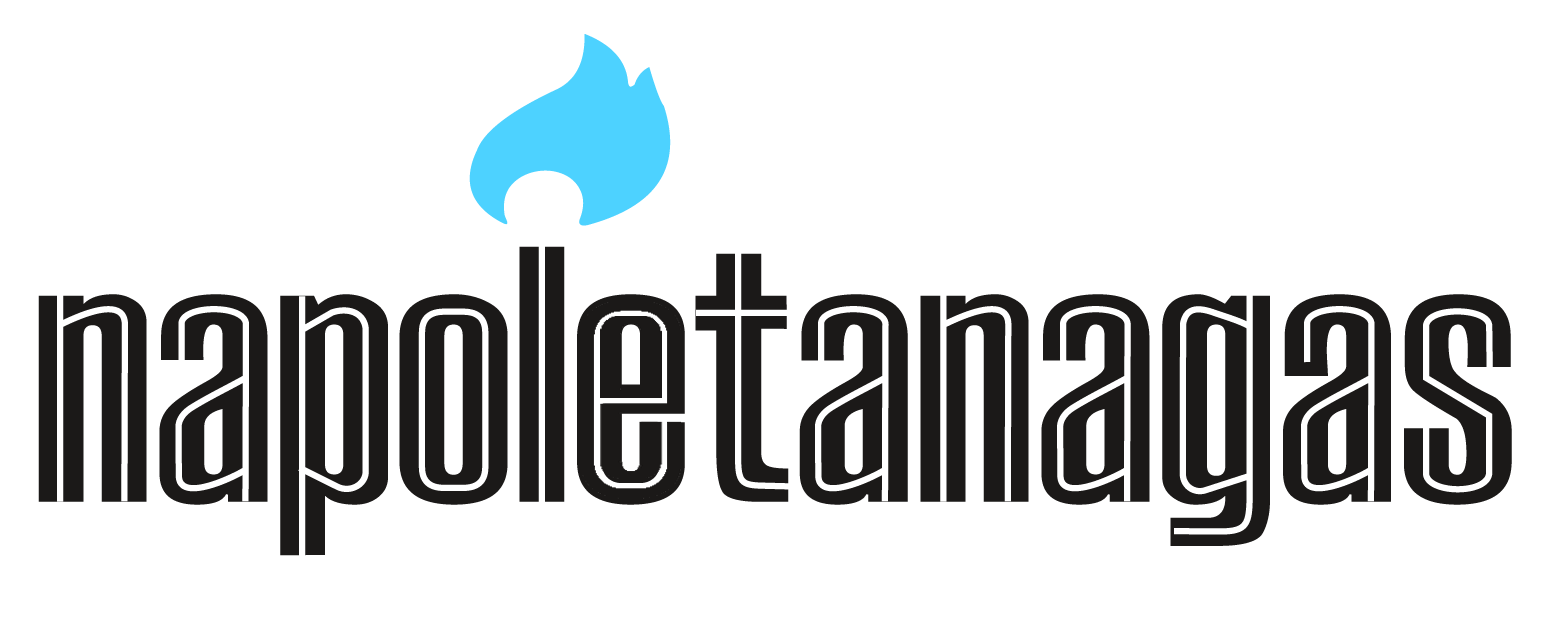
Logo storico, usato fino al 2011.
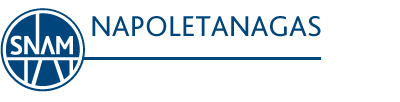
Logo usato dal 2011 al 2016.
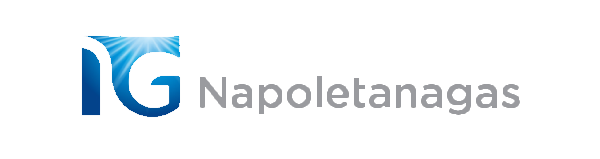
Logo usato dal 2016 alla chiusura.